# Winkelried (Schiff, 1963)
Die Winkelried ist ein Passagier-Motorschiff auf dem Vierwaldstättersee in der Schweiz. Sie wird von der Schifffahrtsgesellschaft des Vierwaldstättersees (SGV) betrieben.

## Geschichte

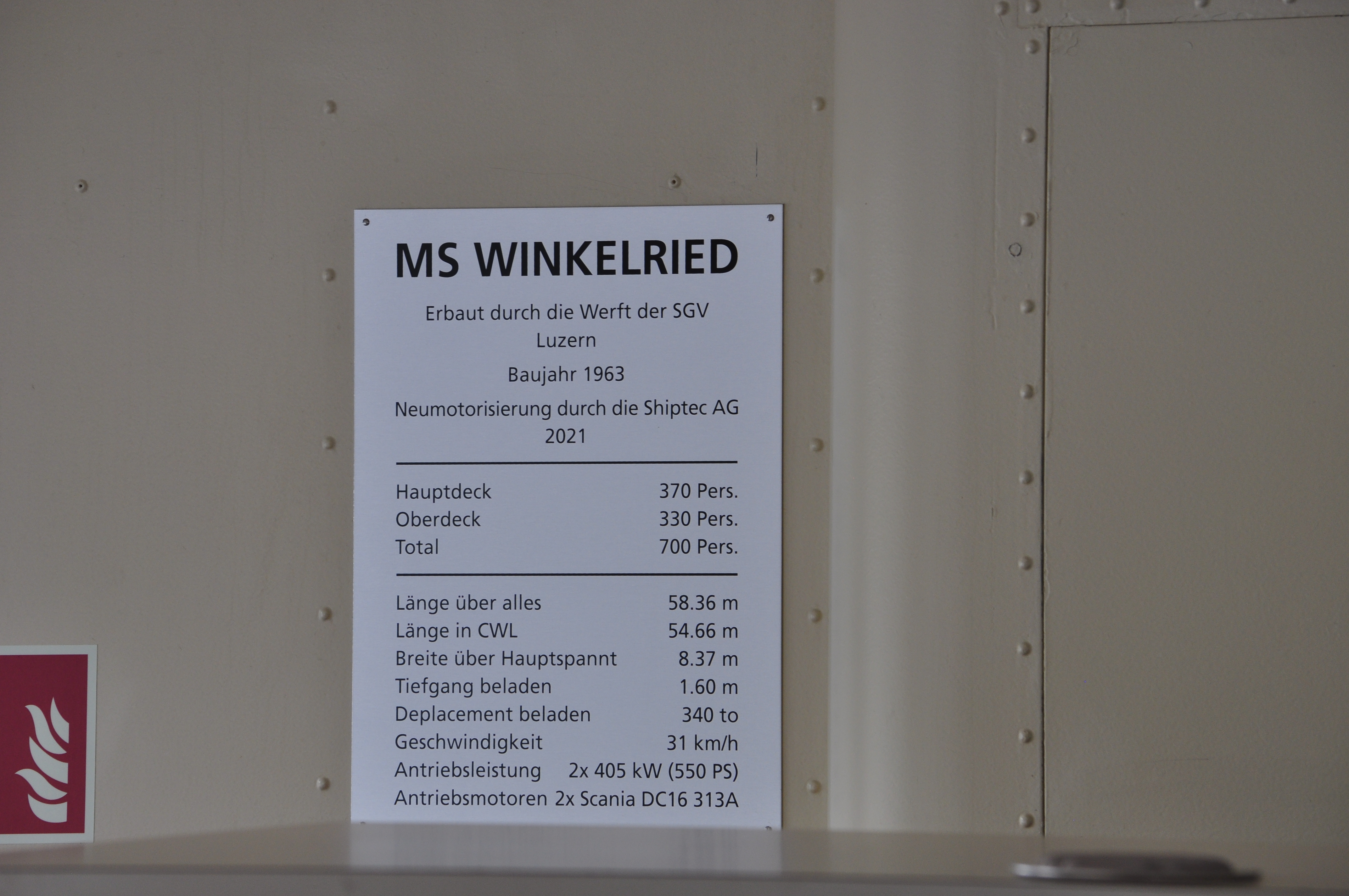

Die Winkelried wurde von der SGV in ihrer eigenen Werft (heute Tochtergesellschaft Shiptec AG) in Luzern erbaut als Ersatz für den Raddampfer Italia (1872–1963). Der Stapellauf fand am 17. August 1963 statt. Als Motoren kamen zu diesem Zeitpunkt zwei Saurer-Motoren mit je 450 PS zum Einsatz, welche später durch zwei MAN-Motoren ersetzt wurden. Im Jahr 2021 wurde das Schiff durch die Shiptec mit zwei SCANIA-Motoren neu motorisiert.

## Einsatz
Die Winkelried wird sowohl für Kursfahrten im Liniendienst als auch für Sonderfahrten eingesetzt.